# Phaeogalera dissimulans
Phaeogalera dissimulans är en svampart som först beskrevs av Berk. & Broome, och fick sitt nu gällande namn av Holec 2003. Phaeogalera dissimulans ingår i släktet Phaeogalera och familjen Strophariaceae.  Arten är reproducerande i Sverige. Inga underarter finns listade i Catalogue of Life.